# Oberdorf (Bleicherode)
Oberdorf ist ein historischer Ortsteil der ehemaligen Gemeinde Wipperdorf und gehört verwaltungstechnisch heute zur Stadt Bleicherode im Landkreis Nordhausen in Thüringen. Er umfasst den westlichen Teil der Siedlung.

## Geografie
Oberdorf liegt zusammen mit Mitteldorf und Pustleben, den anderen beiden historischen Ortsteilen der ehemaligen Gemeinde Wipperdorf, in einem großen Talkessel an der Wipper zwischen der Hainleite und den Vorbergen des Südharzes. An der südlichen Siedlungsgrenze mündet der Bölinger Graben in den Mühlgraben, welcher sich nur wenige hundert Meter weiter mit der Wipper vereinigt.

## Geschichte
Oberdorf wurde am 1. April 1262 im Urkundenbuch des Eichsfeldes erstmals als Roldesleiben urkundlich genannt. Oberdorf hat sicherlich die gleichen Einflüsse wie Pustleben und Mitteldorf erlebt, diese sind aber nicht festgehalten worden. Die Benennung in Mittel- und Oberdorf setzte sich erst zu Beginn des 17. Jahrhunderts durch. Die barocke Saalkirche wurde 1726 anstelle eines Vorgängerbaus errichtet.
Am 1. Juli 1950 entstand die Gemeinde Wipperdorf durch den Zusammenschluss der bisherigen Gemeinden Mitteldorf und Pustleben. Oberdorf kam 1952 hinzu.
Am 1. Januar 2019 wurde Oberdorf mit der Gemeinde Wipperdorf in die Stadt Bleicherode eingemeindet.

## Wirtschaft
Größter Gewerbebetrieb Wipperdorfs ist die Wipperdorfer Agrargesellschaft mbH, deren Betriebsgelände sich nördlich an den Ort anschließt. Sie entstand 1993 durch die Zusammenlegung zweier Landwirtschaftlicher Produktionsgenossenschaften und wurde 1995 in ihre heutige Rechtsform überführt. Der Betrieb bewirtschaftet 1700 Hektar Ackerland, hat 1400 Rinder zur Milcherzeugung und beschäftigte im Geschäftsjahr 2021/22 durchschnittlich 29 Mitarbeiter.
Westlich des Orts, nahe der Gemarkungsgrenze zu Bleicherode, befindet sich ein Solarpark mit einer Grundfläche von etwa 60.000 m², auf dem Gelände eines ehemaligen Heizwerks. Nördlich des Orts befindet sich ein Windpark mit 9 Windkraftanlagen und einer Nennleistung von knapp 19 MW, der jedoch größtenteils auf den Gemarkungen der Ortsteile Mitteldorf und Pustleben liegt.

## Verkehr
Die Landesstraße 1034 verläuft durch die drei Ortsteile von Sondershausen nach Kehmstedt. Südöstlich des Ortsteiles verläuft die Bundesautobahn 38. Die vom westlichen Ortsrand etwa gleich weit entfernten Haltepunkte Wipperdorf im Ortsteil Pustleben und Bleicherode Ost in Bleicherode liegen an der Bahnstrecke Halle (S.)–Kassel.

## Ortsbürgermeister
Ober- und Mitteldorf werden gemeinsam mit Pustleben regiert und verwaltet, da sie rechtlich keine eigenständigen Ortsteile mehr bilden. Ortsbürgermeister ist seit der Kommunalwahl 2024 Joachim Leßner von der Freiwilligen Feuerwehr und den Freien Wählern.